# Аркадакский район
Аркада́кский райо́н — административно-территориальная единица (район) и муниципальное образование (муниципальный район) в составе Саратовской области Российской Федерации.
Административный центр — город Аркадак.

## География
Расположен на западе Правобережья, в среднем течении реки Хопёр на Окско-Донской равнине с высотами от 115 до 230 м. Территория района — 2,2 тыс. км².
По территории района протекает также левый приток Хопра — река Большой Аркадак, вбирающая в себя справа у села Крутец реку Малый Аркадак, у села Подгорное — реку Кистендей, и впадающая в Хопёр возле районного центра.

## История
Район образован 23 июля 1928 года в составе Балашовского округа Нижне-Волжского края. В его состав вошла территория бывшей Аркадакской волости Балашовского уезда Саратовской губернии.
С 1934 года район в составе Саратовского края (5 декабря 1936 года Саратовский край в связи с выходом из его состава АССР Немцев Поволжья был преобразован в Саратовскую область).
С 6 января 1954 года по 19 ноября 1957 года район входил в состав Балашовской области.
30 сентября 1958 года в состав района вошли части территории упразднённых Кистендейского и Салтыковского районов, а 19 мая 1960 года — часть территории упразднённого Ново-Покровского района.

## Население
| 1959    | 1970    | 1979    | 1989    | 2002    | 2009    | 2010    |
| ------- | ------- | ------- | ------- | ------- | ------- | ------- |
| 50 045  | ↘46 390 | ↘37 705 | ↘33 662 | ↘31 131 | ↘27 260 | ↘26 236 |
| 2011    | 2012    | 2013    | 2014    | 2015    | 2016    | 2017    |
| ↘26 151 | ↘25 311 | ↘24 496 | ↘23 954 | ↘23 338 | ↘22 942 | ↘22 572 |
| 2018    | 2019    | 2020    | 2021    | 2025    |         |         |
| ↘22 129 | ↘21 601 | ↘21 126 | ↘20 119 | ↘18 618 |         |         |

### Урбанизация
В городских условиях (город Аркадак) проживают 56.27 % населения района.

## Муниципально-территориальное устройство
В Аркадакский муниципальный район входят 7 муниципальных образований, в том числе 1 городское поселение и 6 сельских поселений:
| №        | Муниципальное образование                  | Административный центр | Количество населённых пунктов | Население | Площадь, км2 |
| -------- | ------------------------------------------ | ---------------------- | ----------------------------- | --------- | ------------ |
| 1e-06    | Городское поселение:                       |                        |                               |           |              |
| 1        | муниципальное образование город Аркадак    | город Аркадак          | 2                             | ↘10 638   | 16,25        |
| 1.000002 | Сельские поселения:                        |                        |                               |           |              |
| 2        | Большежуравское муниципальное образование  | село Большая Журавка   | 9                             | ↘1053     | 433,60       |
| 3        | Краснознаменское муниципальное образование | село Красное Знамя     | 13                            | ↘1415     | 437,00       |
| 4        | Львовское муниципальное образование        | село Львовка           | 12                            | ↘988      | 447,07       |
| 5        | Малиновское муниципальное образование      | село Малиновка         | 3                             | ↘1506     | 220,51       |
| 6        | Росташовское муниципальное образование     | село Росташи           | 10                            | ↘1624     | 464,60       |
| 7        | Семёновское муниципальное образование      | село Семёновка         | 9                             | ↘1394     | 218,00       |

В рамках организации местного самоуправления в 2005 году в новообразованном муниципальном районе были созданы 1 городское и 6 сельских поселений.

## Населённые пункты
В Аркадакском районе 58 населённых пунктов, в том числе 57 сельских и 1 город.
| №  | Населённый пункт      | Тип                     | Население | Муниципальное образование |
| -- | --------------------- | ----------------------- | --------- | ------------------------- |
| 1  | Александровка         | деревня                 | 34        | Краснознаменское          |
| 2  | Алексеевка            | село                    | ↘715      | Львовское                 |
| 3  | Алексино              | деревня                 | 77        | Краснознаменское          |
| 4  | Андреевка             | железнодорожная станция | 25        | Краснознаменское          |
| 5  | Аркадак               | город                   | ↘10 477   | город Аркадак             |
| 6  | Баклуши               | село                    | ↘458      | Большежуравское           |
| 7  | Баландинка            | село                    | 62        | Росташовское              |
| 8  | Беловка               | село                    | 28        | Краснознаменское          |
| 9  | Бендеровка            | посёлок                 | 7         | Львовское                 |
| 10 | Большая Журавка       | село                    | ↘380      | Большежуравское           |
| 11 | Братское              | село                    | 0         | Росташовское              |
| 12 | Грачёвка              | село                    | ↘468      | Росташовское              |
| 13 | Григорьевка           | деревня                 | 52        | Львовское                 |
| 14 | Дубовая               | деревня                 | 0         | Росташовское              |
| 15 | Ивановка              | село                    | ↘401      | Львовское                 |
| 16 | Ильмень               | деревня                 | ↗233      | Малиновское               |
| 17 | Кистендей             | село                    | ↘929      | Краснознаменское          |
| 18 | Комсомольское         | посёлок                 | 29        | Большежуравское           |
| 19 | Красное Знамя         | село                    | ↘843      | Краснознаменское          |
| 20 | Красный               | посёлок                 |           | город Аркадак             |
| 21 | Красный Полуостров    | село                    | ↘209      | Семёновское               |
| 22 | Красный Яр            | село                    | 83        | Большежуравское           |
| 23 | Крутец                | село                    | ↗129      | Львовское                 |
| 24 | Летяжевка             | село                    | 6         | Семёновское               |
| 25 | Летяжевский санаторий | посёлок                 | ↘359      | Семёновское               |
| 26 | Львовка               | село                    | ↘360      | Львовское                 |
| 27 | Малиновка             | село                    | ↘977      | Малиновское               |
| 28 | Малые Сестрёнки       | село                    | 81        | Краснознаменское          |
| 29 | Мещеряковка           | село                    | ↘202      | Краснознаменское          |
| 30 | Молоденки             | деревня                 | ↘156      | Краснознаменское          |
| 31 | Натальино             | деревня                 | 24        | Львовское                 |
| 32 | Нескучное             | село                    | 22        | Львовское                 |
| 33 | Новосельское          | село                    | ↘702      | Росташовское              |
| 34 | Обливное              | деревня                 | 24        | Львовское                 |
| 35 | Октябрьский           | посёлок                 | ↘262      | Большежуравское           |
| 36 | Ольгино               | село                    | 3         | Львовское                 |
| 37 | Ольгино               | село                    | 60        | Росташовское              |
| 38 | Ольшанка              | село                    | ↘855      | Малиновское               |
| 39 | Осиновка              | деревня                 | 12        | Росташовское              |
| 40 | Памятка               | железнодорожный разъезд |           | Семёновское               |
| 41 | Памятка               | село                    | ↘231      | Семёновское               |
| 42 | Пашино                | деревня                 | 49        | Краснознаменское          |
| 43 | Подгорное             | село                    | ↘549      | Большежуравское           |
| 44 | Подрезенка            | деревня                 | 38        | Большежуравское           |
| 45 | Полухино              | село                    | 13        | Львовское                 |
| 46 | Потьма                | деревня                 | 0         | Краснознаменское          |
| 47 | Росташи               | село                    | ↘975      | Росташовское              |
| 48 | Семёновка             | село                    | ↘888      | Семёновское               |
| 49 | Сергеевка             | деревня                 | 89        | Краснознаменское          |
| 50 | Сколок                | посёлок                 | 1         | Большежуравское           |
| 51 | Советский             | посёлок                 | 23        | Семёновское               |
| 52 | Софьино               | село                    | ↘259      | Росташовское              |
| 53 | Хоприк                | деревня                 | 0         | Большежуравское           |
| 54 | Чапушка               | посёлок                 | 7         | Львовское                 |
| 55 | Чиганак               | село                    | 12        | Краснознаменское          |
| 56 | Чиганак               | село                    | ↘511      | Семёновское               |
| 57 | Чистенький            | посёлок                 | 67        | Семёновское               |
| 58 | Шебалов               | посёлок                 | ↘229      | Росташовское              |

### Упразднённые населённые пункты
- 1999 г. — деревни Козловка и Ходаковка.
- 2001 г. — поселок Духовое.

## Экономика
Район сельскохозяйственный, выращивается сахарная свёкла, подсолнечник, зерновые. Основные предприятия: государственная сельскохозяйственная опытная станция, ликёро-водочный завод.

## Транспорт
- железнодорожная станция — в городе Аркадак.
- протяжённость автодорог общего пользования с твёрдым покрытием — 241,3 км, дорожная сеть имеет радиальный характер с центром в городе Аркадак.

## Достопримечательности
- заказник, где водятся речные бобры, выхухоль и водоплавающая птица, а в лесах — лоси, зайцы.